# 1861 год в литературе

## Книги
- «Большие надежды» — роман Чарлза Диккенса.
- «Дело» — пьеса Александра Сухово-Кобылина (опубликована в 1869).
- «Женитьба Бальзаминова» — пьеса Александра Островского.
- «Женская история» — роман Юлии Жадовской.
- «Записки из Мёртвого дома» — произведение Фёдора Достоевского.
- «Отсталая» — повесть Юлии Жадовской.
- «Униженные и оскорблённые» — роман Фёдора Достоевского.
- «Губернские очерки» — роман М. Е. Салтыкова-Щедрина.
- « Отцы и дети» — роман И. С. Тургенева.

## Персоналии

### Родились
- 14 января — Вильгельм фон Поленц, германский писатель-романист, поэт, драматург (умер в 1903).
- 11 февраля — Северино Рейес, филиппинский писатель и драматург (умер в 1942).
- 14 апреля — Стефан Шольц-Рогозиньский, польский путешественник, исследователь Африки, писатель (умер в 1896).
- 27 апреля — Йохан Скьольборг, датский писатель (умер в 1936).
- 18 июня — Луис Мюрат, бразильский поэт (умер в 1929).
- 20 сентября — Михаил Иванович Пачовский, украинский писатель (умер в 1933).
- 16 ноября — Арвид Ярнефельт, финский писатель (умер в 1932).
- 24 ноября – Жоан да Крус-и-Соза, бразильский поэт и писатель.

### Умерли
- 29 января — Кэтрин Гор (р. 1799), английская писательница.
- 10 марта — Тарас Шевченко, украинский поэт (родился в 1814).
- 28 октября — Иван Никитин, русский поэт (родился в 1824).
- 29 ноября — Николай Добролюбов, русский литературный критик (родился в 1836).